# جمهورية الصين الاتحادية

العلم المقترح لجمهورية الصين الاتحادية وهو مماثل لعلم خمس أعراق في اتحاد واحد كما استخدم كعلم وطني من بداية الجمهورية الأولى في العام 1912 حتى زوال حكومة أمراء الحرب في العام 1928.

جمهورية الصين الاتحادية (الصينية: 中華 聯邦 共和國 ؛ بينيين: Zhōnghuá Liánbāng Gònghéguó) هي جمهورية فدرالية مقترحة تشمل بر الصين الرئيسي وماكاو وهونغ كونغ وتايوان. اقترح أنصار حركة استقلال التبت هذه «الجمهورية الثالثة» (التي ستكون بعد جمهورية الصين (تايوان) وجمهورية الصين الشعبية)، مع أنها لن تؤدي في الواقع إلى إقامة تبت مستقلة. كتب يان جيا تشي، الذي كتب لحكومة التبت في المنفى ما يلي:
لكن هذا النموذج الذي تكون فيه الجمهوريات القريبة مرتبة على نمط الولايات المتحدة الأمريكية والجمهوريات المنفصلة على نمط الاتحاد الأوروبي، لا يتفق عليه جميع دعاة الجمهورية الاتحادية.
هناك مفهوم آخر مماثل لجمهورية الصين الاتحادية هو مفهوم الولايات المتحدة الصينية. كان هذا الاستخدام شائعًا بعد أن أدلى جيانغ تسه مين الأمين العام للحزب الشيوعي الصيني في العام 2001 بتصريح مفاده أن الصين الموحدة يمكن أن تتبنى اسمًا وعلمًا وطنيًا جديدين.[بحاجة لمصدر] لقد حفزت العلاقات الاقتصادية الكبيرة بين الصين وتايوان إلى تحفيز الاستخدام العرضي غير الرسمي للمصطلح لوصف الصين الموحدة.
في 4 يونيو 2020، تم الإعلان عن مقترح دولة فيدرالية جديدة في الصين، بقيادة المليارديران المنفييان غيو وينغي (المعروف أيضًا باسم مايلز كووك) وستيف بانون.

## وصلات خارجية
- دستور مقترح وضعه العلماء الصينيون في العام 1994